# Orskov Yard

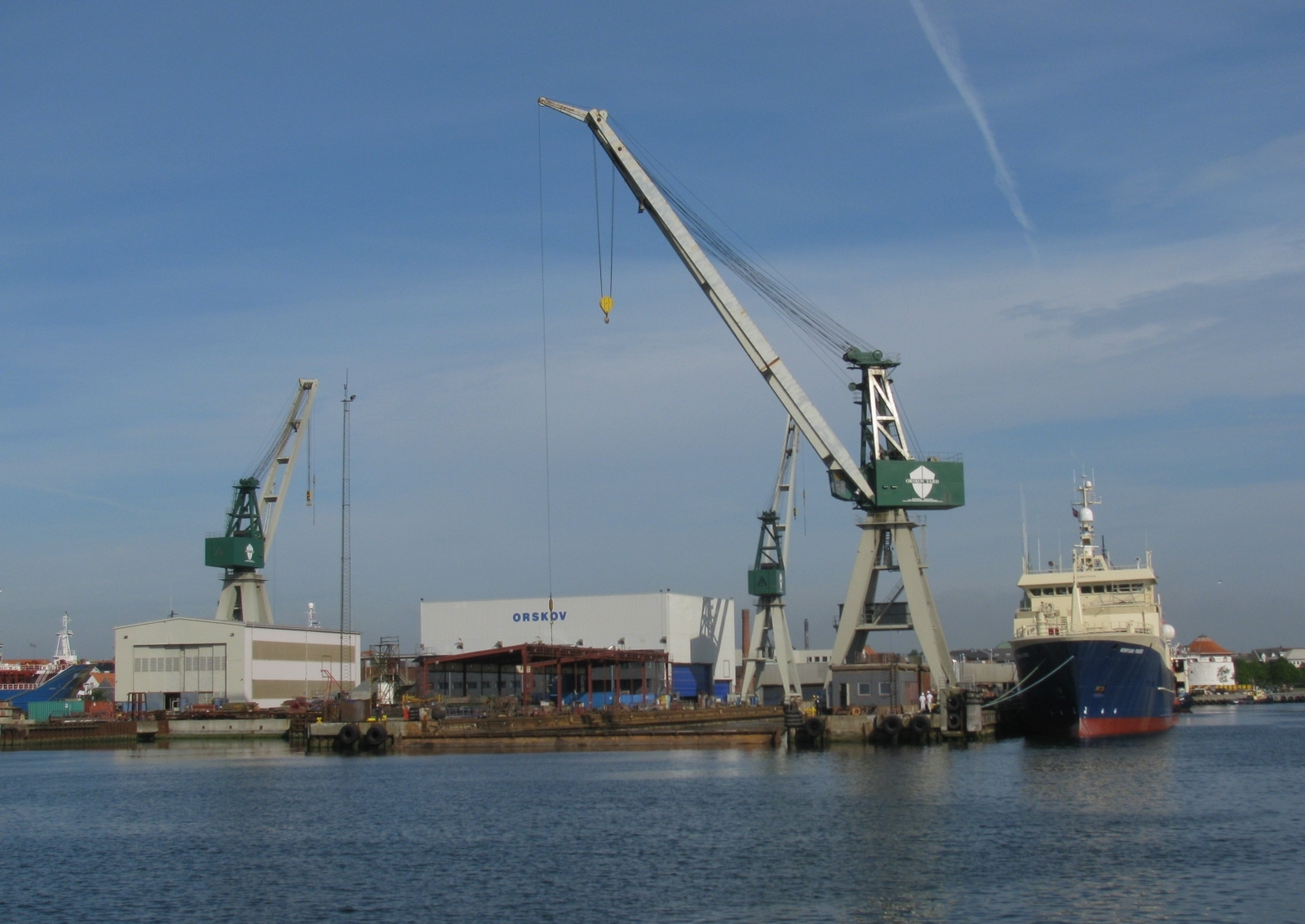
Orskov Yard

Die dänische Werft Orskov Yard A/S besteht mit ihren Vorgängerunternehmen Ørskov Christensen Stålskibsværft A/S seit 1958 in Frederikshavn.

## Einzelheiten
Gegründet wurde das Unternehmen 1958 als Ørskov Christensen Stålskibsværft durch Arne Ørskov Christensen. Das Schiffbauunternehmen in Frederikshavn wurde zunächst als reine Neubauwerft betrieben und baute in den ersten Jahren Serien von Fischereifahrzeugen. Ab 1961 wurden zusätzlich auch zahlreiche Küstenmotorschiffe gebaut und die Werft in den folgenden Jahren zügig ausgebaut. 1968 wurde erstmals ein Forschungsschiff gebaut und zu Beginn der 1970er Jahre kamen deutlich größere Küstenmotorschiffe ins Bauprogramm. 1972 übergab der Gründer die Führung an seinen Sohn Niels Ørskov Christensen, unter dessen Führung die Größe der angebotenen Schiffe weiter wuchs. In den 1980er Jahren wurden die Palette der gebauten Einheiten um Behörden-, Fähr- und Kühlschiffe erweitert. In den 1990er Jahren wurden Containerschiffsentwürfe wie zum Beispiel die Typen Orskov Mk V,  Orskov Mk VI, Orskov O-Typ, Orskov Mk VII und Orskov Mk X sowie Gastanker und Offshore-Versorger des Rolls-Royce-Typs UT 722 ins Angebot genommen, allerdings wurde es im Laufe der 1990er Jahre immer schwieriger Neubauaufträge zu gewinnen, da die Mitbewerber aus Fernost deutlich günstigere Baupreise anboten. Niels Ørskov Christensen gab den Neubausektor im Jahr 2003 schließlich auf und Orskov Yard A/S wurde von Jeppe Ørskov als Geschäftsführer und seiner Schwester Christina Ørskov als Vorsitzende des Verwaltungsrats als reine Reparaturwerft neu gegründet. Jeppe Ørskov verstarb 2015, woraufhin Christina Ørskov und Lars Fischer den Vorstand der Werft übernahmen.
Heute betreibt das Unternehmen eine Schiffsreparaturwerft mit vier eigenen Schwimmdocks und beschäftigt etwa 230 Mitarbeiter.